# Budapesti Elektromos
Il Budapesti Elektromos è una squadra di pallamano maschile ungherese con sede a Budapest.

## Palmarès

### Titoli nazionali
- Campionato ungherese: 3
1968-69, 1969-70, 1970-71.